# (6531) Subashiri
(6531) Subashiri (1994 YY) – planetoida z pasa głównego asteroid okrążająca Słońce w ciągu 5,75 lat w średniej odległości 3,21 j.a. Odkryta 28 grudnia 1994 roku.